# Jamal Ali
Jamal Ali Hamza (arabe : جمال علی حمزه) (né le 2 février 1956 en Irak) est un footballeur international irakien, qui évoluait au poste de milieu de terrain, avant de devenir entraîneur.

## Biographie

### Carrière de joueur

#### Carrière en sélection
Avec l'équipe d'Irak, il joue 43 matchs entre 1975 et 1986. Il figure dans le groupe des sélectionnés lors de la coupe du monde de 1986 (en tant que remplaçant).
Il participe également aux JO de 1980. Il joue 4 matchs lors du tournoi olympique.
Il dispute enfin 5 matchs comptant pour les tours préliminaires des coupes du monde 1982 et 1986.